# Manuel Ponte Branco
Manuel Ponte Branco – portugalski rugbysta, czternastokrotny reprezentant Portugalii w rugby union mężczyzn. 
Jego pierwszym meczem w reprezentacji było spotkanie z Hiszpanią, które zostało rozegrane 1 maja 1965 w Lizbonie. Ostatni raz w reprezentacji zagrał 12 kwietnia 1970 z Marokiem w Barreiro. Branco był jednym z dwóch pierwszych portugalskich rugbystów, którzy zagrali w reprezentacji więcej niż 10 razy (drugim był Carlos Nobre Ferreira).